# Ossiannilssonola bangsoni
Ossiannilssonola bangsoni är en insektsart som beskrevs av Erhard Christian 1953. Ossiannilssonola bangsoni ingår i släktet Ossiannilssonola och familjen dvärgstritar. Inga underarter finns listade i Catalogue of Life.